# Dalla Dalla
«Dalla Dalla» (кор. 달라달라) — дебютный сингл южнокорейской гёрл-группы Itzy. Был выпущен 12 февраля 2019 года лейблом JYP Entertainment при поддержке Iriver. Видеоклип был выпущен на день раньше, 11 февраля, а песня стала доступна как цифровой релиз на сингловом альбоме It’z Different вместе с композицией «Want It?». За сутки дебютное видео группы достигло отметки в 17,1 миллионов просмотров, что стало лучшим результатом среди всех дебютных корейских групп.
Ремикс-версия песни вошла в дебютный мини-альбом группы, It’z Icy, 29 июля 2019 года. Это четвертый их трек в первом мини-альбоме.

## Композиция
«Dalla Dalla» написана музыкальной продюсерской командой Galactika (별 들의 전쟁). В этом сингле девушки демонстрируют свой особый стиль. «Dalla» (달라) означает «другой» на корейском языке, с лирикой, включающей: «Я отличаюсь от других детей / Не пытайтесь изменить меня по вашим стандартам / Я люблю себя, Я несколько другая, да / Я отличаюсь от вас».

## Восприятие критиков
Редактор американского издания Billboard, Тамар Херман назвала трек «поддерживающим гимном, представляющим Itzy как альтернативную по сравнению со своими коллегами группу», а также подчеркнула, что «[песня] смелая и быстрая, где также сменяются темпы и жанры» и имеет «переходы с хип-хопом». Сын Пак из популярного интернет-блога Kotaku описал композицию как «электический мэшап более взрослой версии эзотерических работ Red Velvet с хип-хоп эстетикой Black Pink или 2NE1». Редактор Ли Чжон Хо из Star News назвал песню «плавной» и отметил присутствие сразу нескольких жанров: хип-хопа, EDM и хауса.

## Коммерческий успех
В день своего выхода сингл возглавил iTunes семи государств, среди которых были Япония, Гонконг, Таиланд, Кипр, Индонезия, Тайвань и Сингапур. Песня также заняла места в топ-3 шести главных корейских чартов в режиме реального времени.
В ноябре «Dalla Dalla» превысила 100 миллионов потоков на музыкальной диаграмме Gaon, заработав самый первый платиновый сингл группы. Это была первая дебютная песня группы, получившая платиновый сертификат «Корейской ассоциации музыкального контента» (KMCA) с момента введения сертификата в апреле 2018 года.

## Музыкальное видео
На момент, когда клип был загружен на YouTube-канале JYP Entertainment 11 февраля 2019 года, он стал самым просматриваемым дебютным видео K-pop группы с 17,1 миллиона просмотров за 24 часа, побив рекорд, установленный «La Vie en Rose» IZ*ONE . «Dalla Dalla» также является рекордсменом по быстрому дебютному музыкальному видеоклипу K-pop, который достиг 100 миллионов просмотров. Музыкальное видео было снято Naive Creative Production. В настоящее время видеоклип имеет более 300 миллионов просмотров.

## Промоушен
Itzy провели прямую трансляцию «The 1st Single Live Premiere» на Naver V Live, чтобы ознаменовать свой дебют, где они также впервые исполнили полную хореографию песни. Группа продвигала «Dalla Dalla» на нескольких музыкальных программах в Южной Корее, включая M Countdown, Music Bank, Show! Music Core, Inkigayo и Show Champion, 14, 15, 16, 17 и 20 февраля.

## Трек-лист
| №                   | Название                 | Текст песни         | Музыка                                                                   | Аранжировка             | Длительность |
| ------------------- | ------------------------ | ------------------- | ------------------------------------------------------------------------ | ----------------------- | ------------ |
| 1.                  | «Dalla Dalla» (달라달라) | Galactika           | Galactika Athena                                                         | Galactika               | 3:20         |
| 2.                  | «Want It?»               | Ли Сы Ран Томми Пак | Эмили Хантос Киф Хетрик Эллисон Гиллис Эйми Проал Уитни Филлипс Эрик Бек | Эмили Хантос Киф Хетрик | 3:21         |
| Общая длительность: | Общая длительность:      | Общая длительность: | Общая длительность:                                                      | Общая длительность:     | 6:41         |

## Чарты
| Чарт (2019)                              | Пиковая позиция |
| ---------------------------------------- | --------------- |
| Япония (Japan Hot 100)                   | 31              |
| Малайзия (RIM)                           | 8               |
| Новая Зеландия (RMNZ)                    | 20              |
| Сингапур (RIAS)                          | 3               |
| Республика Корея (Gaon)                  | 2               |
| Республика Корея (K-pop Hot 100)         | 2               |
| США World Digital Song Sales (Billboard) | 2               |

### Годовой итоговый чарт
| Чарты (2019)            | Позиция |
| ----------------------- | ------- |
| Республика Корея (Gaon) | 11      |

## Сертификация
| Регион                                                       | Сертификация | Продажи      |
| Streaming                                                    | Streaming    | Streaming    |
| ------------------------------------------------------------ | ------------ | ------------ |
| Республика Корея (KMCA)                                      | Платиновый   | 100,000,000* |
| * Данные о продажах приведены только на основе сертификации. |              |              |

## Награды и номинации
| Критик/Публицист         | Лист                                               | Ранг | Ссылка |
| ------------------------ | -------------------------------------------------- | ---- | ------ |
| Billboard                | Топ 25 лучших K-pop песен 2019 года                | 20   | [ 32 ] |
| Dazed                    | Топ 20 лучших K-pop песен 2019 года                | 8    | [ 33 ] |
| Refinery29               | Лучшая K-Pop песня 2019                            | 26   | [ 34 ] |
| South China Morning Post | Топ 10 лучших K-pop песен 2019 года                | 8    | [ 35 ] |
| YouTube                  | Топ 10 самых популярных видеоклипов в 2019 в Корее | 2    | [ 36 ] |
| BuzzFeed                 | Best K-pop Music Videos of 2019                    | 18   | [ 37 ] |
| Bugs                     | 2019 Year End Top 100                              | 5    | [ 38 ] |
| Amazer                   | Most Covered K-Pop Songs of 2019                   | 4    | [ 39 ] |

| Год  | Премия                      | Категория                           | Результат | Ссылка |
| ---- | --------------------------- | ----------------------------------- | --------- | ------ |
| 2019 | 11th Melon Music Awards     | Приз за лучшую песню (Песня года)   | Номинация | [ 40 ] |
| 2019 | 11th Melon Music Awards     | Лучшая хореография — Женская группа | Номинация | [ 40 ] |
| 2020 | 34th Golden Disk Awards     | Цифровой Десан                      | Победа    | [ 41 ] |
| 2020 | 9th Gaon Chart Music Awards | Песня Года — Февраль                | Номинация | [ 42 ] |

### Музыкальные программы
| Программы              | Дата             | Ссылка |
| ---------------------- | ---------------- | ------ |
| M Countdown (Mnet)     | 21 февраля, 2019 | [ 43 ] |
| M Countdown (Mnet)     | 7 марта, 2019    | [ 44 ] |
| Music Bank (KBS)       | 8 марта, 2019    | [ 45 ] |
| Music Bank (KBS)       | 15 марта, 2019   | [ 46 ] |
| Show! Music Core (MBC) | 23 марта, 2019   | [ 47 ] |
| Show! Music Core (MBC) | 9 марта, 2019    | [ 48 ] |
| Inkigayo (SBS)         | 24 февраля, 2019 | [ 49 ] |
| Inkigayo (SBS)         | 3 марта, 2019    | [ 50 ] |
| Inkigayo (SBS)         | 10 марта, 2019   | [ 51 ] |

«Dalla Dalla» стала первой песней 2019 года, получившей тройную корону на Inkigayo.

## Продажи
| Чарты            | Продажи |
| ---------------- | ------- |
| Китай (QQ Music) | 19,500+ |